# Ra-Ta-Ta

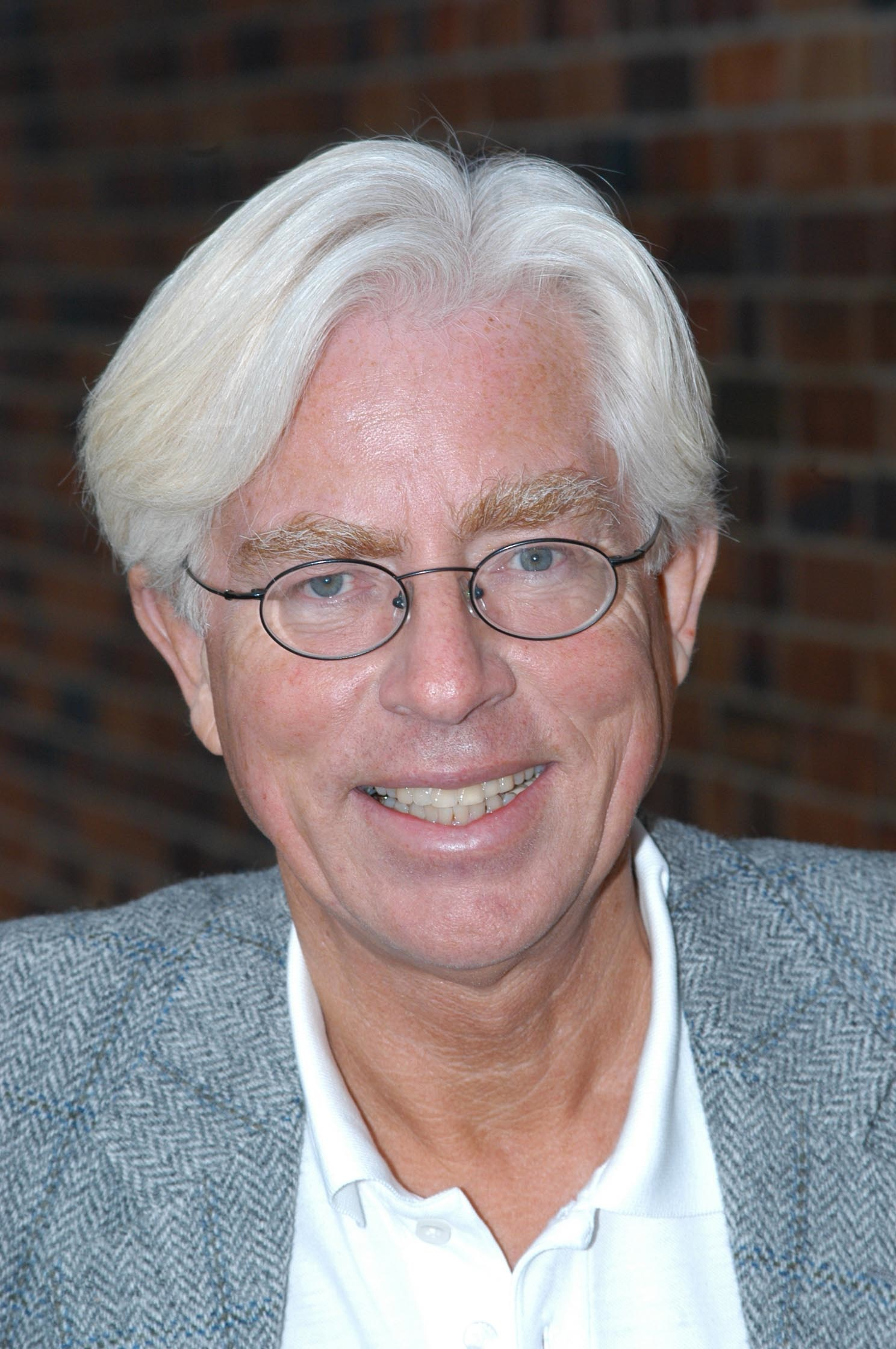
Gregor Rottschalk

Ra-Ta-Ta oder Ratata ist ein Lied aus dem Jahr 1970, geschrieben vom Hamburger Pianisten Chris Juwens (bürgerlicher Name Uwe Stelzmann) und Christian Heilburg (bürgerlicher Name Gregor Rottschalk).
Gunter Gabriel von CBS Records Deutschland erkannte sofort das eingängige Potenzial des Songs, doch sein Chef riet ihm davon ab. Dennoch verbreitete sich das Lied mit Singles in vielen anderen europäischen Sprachen durch ganz Europa.
Die englische Originalversion des Liedes der deutschen Band Rotation (Platz 32 in den deutschen Singlecharts, Platz 9 in Belgien) wurde in den USA aufgrund des Top-10-Erfolgs der französischen Coverversion des Sängers Antoine beworben.
James Last adaptierte das Lied für sein Orchester und veröffentlichte somit ebenfalls eine Coverversion. Das Lied ist in Russland besonders bekannt aus der Quizshow Was? Wo? Wann?. Da wird die Melodie eingesetzt, wenn ein Gegenstand ins Studio gebracht wird, um den es in der Frage geht.
Deutsche Versionen existieren von Gregor Rottschalk, den Globetrotters und Wencke Myhre.
Andy Fisher veröffentlichte eine Coverversion unter dem Titel Ra Ta Ta Ta Ta.